# Пёрпл Битч
Пёрпл Битч (англ. Purple Bitch; настоящее имя — Татьяна Василькова; род. 25 декабря 1995 года в Томске, Россия) — российская порноактриса, вебкам-модель, косплеер и порнорежиссёр.

## Карьера
До начала карьеры в порноиндустрии работала парикмахером в течение нескольких месяцев. В 2016 году вместе со своим парнем искала дополнительный заработок и решила провести сеанс съёмки на веб-камеру, выбрав в качестве первой вебкам-платформы BongaCams. Первое время снималась под псевдонимом Льюр Леди (Lure Lady), но позднее решила сменить псевдоним на Пёрпл Битч (Purple Bitch). В апреле 2017 года перешла с BongaCams на Chaturbate. В августе этого же года снялась в любительской сцене мастурбации, в роли оператора которой выступил её парень, позднее взявший себе псевдоним Алекс Нойз (Alex Noise). В 2018 году покинула родной город и в августе снялась в своей первой сцене парень/девушка. Вместе с Нойзом она весной 2019 года начала снимать сцены под одноимённым брендом Purple Bitch, общее количество которых к февралю 2021 года достигло 70 видео и которые доступны на VOD-платформе Adult Empire.
Снимается для студий Brazzers, Evil Angel, LegalPorno, Mofos, SweetyX, TrueAmateurs и вебкам-платформы ManyVids, предпочитая сцены анального секса с тематикой косплея. Вдохновение на создание косплея для сцен черпает от персонажей аниме и манги, в том числе в жанре хентай.
В ноябре 2020 года дебютировала как режиссёр и продюсер, сняв сцену для студии Evil Angel.
На третьей церемонии награждения Pornhub Award, которая прошла в ноябре 2020 года, Пёрпл Битч одержала победу в двух категориях, связанных с косплеем: «Миссис Дрессап — лучшая косплей-исполнительница» и, по результатам голосования, «Любимый косплеер». В конце января 2021 года по результатам голосования была награждена премией AVN Awards в категории «Любимый вебкам-косплеер». В сентябре 2021 года награждена XBIZ Europa Award в категории «Премиум-социальная медиазвезда года». В январе 2022 года второй раз награждена AVN Awards в категории «Любимый вебкам-косплеер». В январе 2023 года третий год подряд одержала победу как «Любимый вебкам-косплеер».
Согласно данным Internet Adult Film Database на сентябрь 2021 года, снялась в более чем 50 сценах и стала режиссёром четырнадцати сцен.

## Награды и номинации
| Список наград и номинаций | Список наград и номинаций | Список наград и номинаций | Список наград и номинаций                                            | Список наград и номинаций                          |
| Год                       | Награда                   | Результат                 | Категория                                                            | Фильм                                              |
| ------------------------- | ------------------------- | ------------------------- | -------------------------------------------------------------------- | -------------------------------------------------- |
| 2019                      | AltPorn Award             | Номинация                 | Лучшая артистка в косплей-видеоклипах                                | н/д                                                |
| 2019                      | Pornhub Award             | Номинация                 | Королева минета — лучшая исполнительница минета                      | н/д                                                |
| 2019                      | Pornhub Award             | Номинация                 | Красота чёрного входа — лучшая анальная исполнительница              | н/д                                                |
| 2019                      | Pornhub Award             | Номинация                 | Миссис Дрессап — лучшая косплей-исполнительница                      | н/д                                                |
| 2019                      | XBIZ Cam Award            | Номинация                 | Лучшая артистка в косплей-видеоклипах                                | н/д                                                |
| 2020                      | AltPorn Award             | Победа                    | Лучшая артистка года — видеоклипы                                    | н/д                                                |
| 2020                      | AVN Award                 | Номинация                 | Награда поклонников: любимый вебкам-косплеер                         | н/д                                                |
| 2020                      | Pornhub Award             | Номинация                 | Все одновременно — лучшая исполнительница двойного проникновения     | н/д                                                |
| 2020                      | Pornhub Award             | Победа                    | Любимый косплеер (награда поклонников)                               | н/д                                                |
| 2020                      | Pornhub Award             | Победа                    | Миссис Дрессап — лучшая косплей-исполнительница                      | н/д                                                |
| 2020                      | Pornhub Award             | Номинация                 | Самый популярный верифицированный любитель                           | н/д                                                |
| 2020                      | XBIZ Cam Award            | Номинация                 | Лучшая артистка в косплей-видеоклипах                                | н/д                                                |
| 2020                      | XBIZ Europa Award         | Номинация                 | Артистка года — видеоклипы                                           | н/д                                                |
| 2021                      | AltPorn Award             | Номинация                 | Лучшая косплей-сцена (вместе с Зираэль Рем)                          | Ryuko and Satsuki love 4some                       |
| 2021                      | AVN Award                 | Номинация                 | Лучшая анальная сцена в иностранном фильме (вместе с Алексом Нойзом) | Projekt Melody Gets Strong Cock in Both Holes      |
| 2021                      | AVN Award                 | Номинация                 | Лучшая новая иностранная старлетка                                   | н/д                                                |
| 2021                      | AVN Award                 | Номинация                 | Награда поклонников: любимая звезда инди-клипов                      | н/д                                                |
| 2021                      | AVN Award                 | Победа                    | Награда поклонников: любимый вебкам-косплеер                         | н/д                                                |
| 2021                      | AVN Award                 | Номинация                 | Награда поклонников: самый горячий новичок                           | н/д                                                |
| 2021                      | XBIZ Cam Award            | Победа                    | Лучшая артистка в косплей-видеоклипах                                | н/д                                                |
| 2021                      | XBIZ Europa Award         | Победа                    | Премиум-социальная медиазвезда года                                  | н/д                                                |
| 2022                      | AltPorn Award             | Номинация                 | Лучшая артистка в косплей-видеоклипах                                | н/д                                                |
| 2022                      | AltPorn Award             | Номинация                 | Лучшая артистка года — видеоклипы                                    | н/д                                                |
| 2022                      | AVN Award                 | Победа                    | Награда поклонников: любимый вебкам-косплеер                         | н/д                                                |
| 2022                      | Pornhub Award             | Победа                    | Лучшая косплей-исполнительница                                       | н/д                                                |
| 2022                      | Pornhub Award             | Номинация                 | Любимый косплеер (награда поклонников)                               | н/д                                                |
| 2022                      | Pornhub Award             | Номинация                 | Самый популярный верифицированный любитель                           | н/д                                                |
| 2022                      | XBIZ Cam Award            | Номинация                 | Лучшая артистка в косплей-видеоклипах                                | н/д                                                |
| 2023                      | AltStar Award             | Номинация                 | Лучшая артистка в косплей-видеоклипах                                | н/д                                                |
| 2023                      | AVN Award                 | Победа                    | Награда поклонников: любимый вебкам-косплеер                         | н/д                                                |
| 2023                      | AVN Award                 | Номинация                 | Наиболее эпатажная сцена                                             | The Arcade Machine Part 1 (или TRON: Insemination) |
| 2023                      | Bazowie! Award            | Номинация                 | Лучший артист в видеоклипах для фэндома                              | н/д                                                |
| 2023                      | Pornhub Award             | Номинация                 | Лучшая исполнительница двойного проникновения                        | н/д                                                |
| 2023                      | Pornhub Award             | Победа                    | Лучшая косплей-исполнительница                                       | н/д                                                |
| 2023                      | Pornhub Award             | Победа                    | Любимый косплеер (награда поклонников)                               | н/д                                                |
| 2024                      | Pornhub Award             | Победа                    | Лучшая косплей-исполнительница                                       | н/д                                                |
| 2024                      | Pornhub Award             | Номинация                 | Любимый косплеер (награда поклонников)                               | н/д                                                |
| 2025                      | Pornhub Award             | Номинация                 | Любимый косплеер (награда поклонников)                               | н/д                                                |
| 2025                      | XMA Creator Award         | Номинация                 | Создатель года — косплей-видеоклипы                                  | н/д                                                |
| 2025                      | XMA Europa Award          | Номинация                 | Создатель года — косплей                                             | н/д                                                |